# Kae
Kae（かえ、5月17日 - ）は、日本の女性歌手。本名は非公表。大阪府住之江区出身。株式会社ロックミー所属。

## ディスコグラフィー

### シングル
- 『衝撃ゴウライガン〜光人の誓い〜』 2013.10.23 発売
  - テレビ東京系列「衝撃ゴウライガン!!」オープニング主題歌
- c/w 『すべて忘れる日』
  - テレビ東京系列「衝撃ゴウライガン!!」劇中挿入歌

### 参加作品
- 「Be Brave」（2015年）
  - 「破牙神ライザー龍」ブラストフォームテーマソング
- 「アサガオ」（2016年2月24日）
  - 白鵬&Kae名義、東日本大震災復興応援ソング [1]